# Danilo Pudgar
Danilo Pudgar (ur. 3 maja 1952 w Črnej na Koroškem) – słoweński skoczek narciarski reprezentujący Jugosławię, uczestniczący w zawodach w latach 1971–1973. Najlepszy indywidualny wynik w karierze uzyskał 11 lutego 1972 podczas XI Zimowych Igrzysk Olimpijskich w Sapporo w Japonii – był ósmy na dużej skoczni (90 m).

## Igrzyska olimpijskie
| Miejsce | Dzień     | Rok  | Miejscowość | Konkurs                         | Wynik     | Strata   | Zwycięzca        |
| ------- | --------- | ---- | ----------- | ------------------------------- | --------- | -------- | ---------------- |
| 27.     | 6 lutego  | 1972 | Sapporo     | Skocznia normalna indywidualnie | 244,2 pkt | 39,5 pkt | Yukio Kasaya     |
| 8.      | 11 lutego | 1972 | Sapporo     | Skocznia duża indywidualnie     | 219,9 pkt | 13,9 pkt | Wojciech Fortuna |